# Energía Global

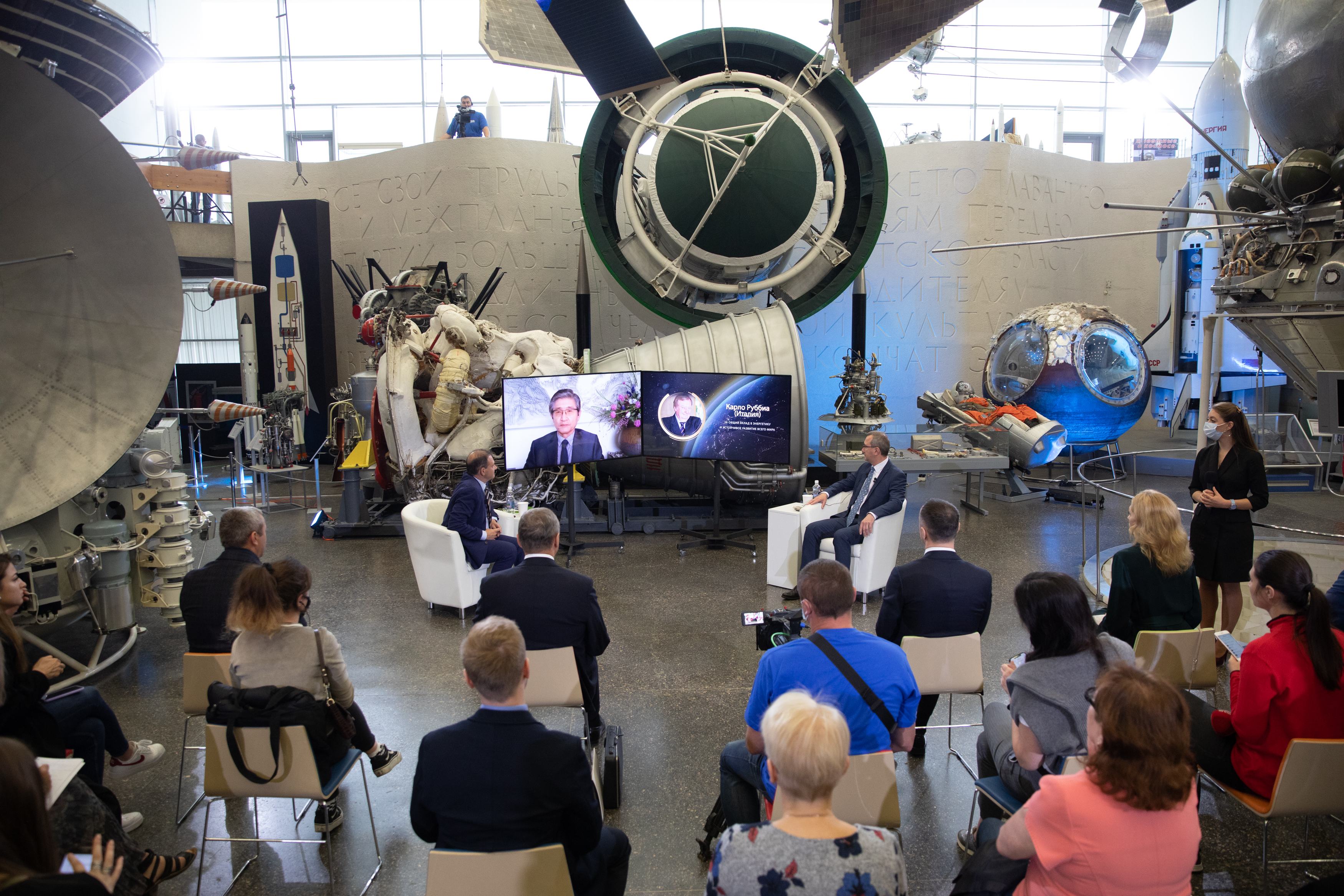
Anuncio de los ganadores del Premio 2020 en el Museo estatal de historia de la cosmonáutica Tsiolkovsky en Kaluga

El premio Energía Global (en ruso: премия «Глобальная энергия», en inglés: Global Energy Prize) es un premio internacional que se otorga por "destacadas investigaciones científicas y avances científico-técnicos en el campo de la energía que contribuyan aumentar la efectividad y seguridad ecológica de las fuentes de energía en la Tierra en beneficio de toda la humanidad".
Fue establecido en 2002 por iniciativa de Zhorés Alfiórov, ganador del Premio Nobel de Física. Lasede del premio se encuentra en la ciudad de Moscú. El premio es entregado por el presidente de la Federación de Rusia, o bien por "una persona designada por él". De acuerdo a las opiniones de la prensa y especialistas el evento se evalúa como "el principal premio ruso" y como "uno de los mayores premios a nivel mundial", a veces llamado metafóricamente "el análogo ruso del Premio Nobel". El alto nivel del premio está validado por el "Observatorio de Calificaciones y Logros Académicos del Grupo de Expertos en Calificación Internacional" (Observatorio IREG). El premio "Energía Global" forma parte del "top 99" de los premios internacionales más prestigiosos y significativos según IREG y es el único premio de Rusia incluido en esta lista. 
La Asociación para el desarrollo de investigaciones y proyectos internacionales en el campo de la energía "Energía Global" es la institución ejecutora del premio. Además de otorgar el premio, la Asociación brinda apoyo en la realización de conferencias y proyectos informativos relacionados con la energía y elabora programas para jóvenes científicos. Todos los años la asociación presenta su informe "Diez ideas innovadoras en el campo de energía para los próximos diez años".

## Historia
El autor del concepto del Premio fue Zhores Alfiorov académico de la Academia de Ciencias de Rusia, ganador del premio Nobel de Física (2000), quien una vez creado el premio fue nombrado presidente del Comité Internacional de Premiación. Los fundadores del Premio son "Gazprom", RAO UES (Sistema Unificado de Energía) y la petrolera "Yukos". Durante la cumbre Rusia — Unión Europea en el año 2002 el presidente de Rusia Vladímir Putin hizo en anuncio de la creación del Premio. 
La primera ceremonia de entrega de los Premios "Energía Global" contó con la participación de Putin y tuvo lugar en junio de 2003 en el Palacio Konstantinovski en Strelna. Los primeros ganadores fueron tres científicos, uno ruso y dos norteamericanos: Gennady Mesyats, vicepresidente de la Academia de Ciencias de Rusia por "su desarrollo de potente energía de impulsos y estudios fundamentales en esa área"; Nick Holonyak (EE.UU) profesor de la Universidad de Illinois por "su invención de los primeros diodos semiconductores emisores de luz visible (LED) y contribución fundamental en la creación de dispositivos de silicio de electrónica de potencia"; y Ian Douglas Smith (EE.UU), investigador principal de la compañía Titan Sciences Division por "su investigación esencialy desarrollo de la energía de impulsos de alta potencia". 
Para la gestión del Premio fue creado el Fondo homónimo. Dicho Fondo funcionó hasta el año 2010. Además de la divulgación del Premio, el Fondo lanzó varios programas relacionados con la energía. En 2010 el Fondo se convirtió en la Asociación "Energía Global" para el desarrollo de investigaciones internacionales y proyectos en el campo de energía. En octubre de 2016 fue modificada la denominación de la organización que pasó a llamarse: Asociación para el desarrollo de investigaciones y proyectos internacionales en el campo de energía "Energía Global". En el año 2021 los miembros de la Asociación "Energía Global" son las empresas Gazprom, Rosseti y Surgutneftegaz.

## Actividad
En el año 2020 la Asociación decidió ampliar significativamente el alcance geográfico del Premio. Esta política permitió batir nuevos récords al final del ciclo de nominaciones del año 2021. Por primera vez en la lista de nominados fueron presentados 36 países, un número tres veces mayor de lo logrado en el año 2019 y 1,8 veces más que en el año 2020 cuando la lista fue integrada por 20 países.
La lista de nominados de 2021 está formada no solo por los participantes de Norteamérica, Europa Occidental y Asia, sino también de los países de Europa Oriental, tales como Hungría, Letonia; de Cercano Oriente y África — Argelia, Burkina Faso, Gana, Gambia, Egipto, Zimbabue, Jordania, Camerún, Madagascar, Nigeria, Togo, y de América Latina — México y Uruguay. Por primera vez en la historia de las nominaciones al Premio hay cuatro mujeres: de Kazajistán, India, Zimbabue y Estados Unidos. En el año 2020 se renovó el Consejo de observadores de la Asociación. Se unieron al Consejo el ex presidente de Uruguay Julio María Sanguinetti Coirolo; Peter Wilding fundador y director de la compañía British Influence y el director general de la Asociación de Empresas de Servicios Eléctricos de África (APUA) Abel Didier Tella. Se nombró como nuevo presidente de la Asociación "Energía Global" al Dr. Serguéi Briliov. Los presidentes anteriores fueron Igor Lobovsky (2003-2018) y Alexander Ignatov (2018-2020).
La cuantía económica anual del Premio asciende en el año 2021 a 39 millones de rublos (USD 550 000).  Siendo la Asociación "Energía Global" la gestora del Premio, además de encargarse de la entrega del mismo, se dedica a la realización de varias actividades tales como foros, conferencias y programas de enseñanza para los jóvenes científicos con la participación de expertos internacionales. La Asociación presenta anualmente su informe "Diez ideas innovadoras en ámbito de energía para los próximos diez años." A partir del año 2020 la ceremonia de premiación empezó a celebrarse en diferentes regiones de Rusia, siendo el Museo estatal de la historia de la cosmonáutica Tsiolkovski en Kaluga la primera locación de este tipo. La ceremonia es trasmitida por televisión. Al mismo tiempo en el 2020 la Asociación estableció una nueva distinción: el Diploma honorífico de la Asociación, que es entregado a los científicos rusos por sus aportes al desarrollo energético de Rusia. El primero en recibir dicho reconocimiento fue el académico de la Academia de Ciencias de Rusia, doctor en ciencias físico-matemáticas Viktor Maslov por "aportes científicos fundamentales a la seguridad de la energía nuclear".

### Comité internacional

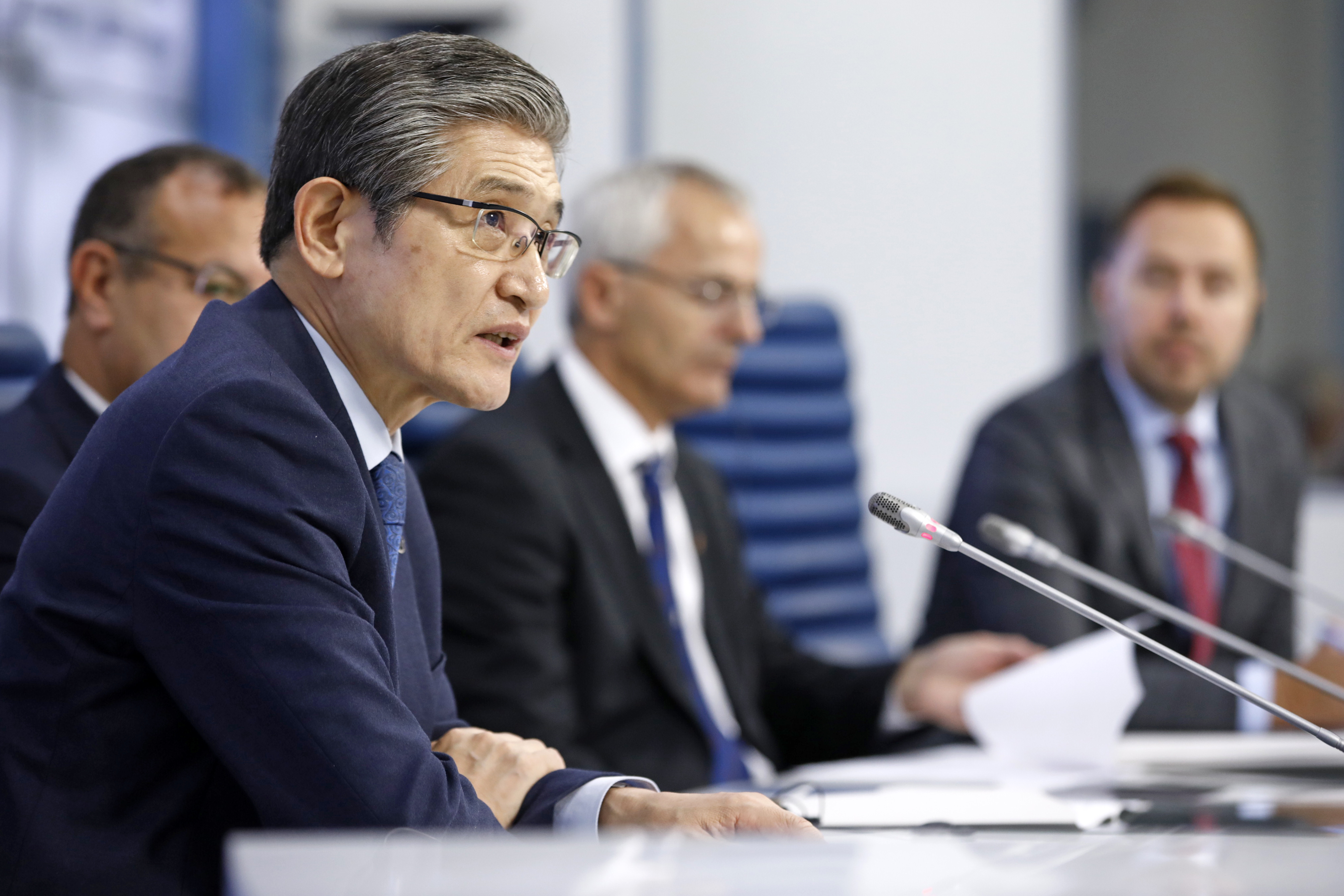
Rae Kwong Chung Presidente del Comité Internacional en 2019

El Comité internacional de adjudicación del Premio "Energía Global" es quien define los nombres de los ganadores. Está integrado por: 
- Rae Kwong Chung (República de Corea) — miembro de IPCC, Premio Nobel de la Paz 2007, profesor honorífico de la Universidad de Incheon;
- Adnan Amín (EE.UU) —  investigador principal de la Universidad de Harvard, director honorario de la Agencia Internacional de Energías Renovables (IRENA);
- Thomas Albert Blies (EE.UU) — presidente del Consejo Científico para Iniciativas Globales (SCGI);
- Marta Bonifert (Hungría) — vicepresidenta del Instituto de Directores de Hungría (IoD), Miembro del Consejo Asesor Global de la Universidad de Tokio;
- Frederic Bordrie (Suiza) — director del Centro Europeo de Investigación Nuclear (CERN) para Aceleradores  de partículas y tecnologías afines;
- William Young Byune (Singapur/Corea del Sur/EE.UU) — director gerente de Asia Renewables, jefe de Green power Fuels, director de Conchubar Infrastructure Fund, director Independiente del Centro Internacional de Tecnologías Verdes y Proyectos de Inversión;
- Voropai Nikolay Ivanovich (Rusia) — director científico del Instituto de Sistemas Energéticos "L. A. Melentiev", miembro correspondiente de la Academia de Ciencias de Rusia;
- Stephen Griffiths (EE.UU/Emiratos Árabes Unidos) — vicepresidente en jefe de ciencia y tecnología del Universidad de Khalifa.
- Kontrovich Aleksey Emilievich (Rusia) – investigador principal del Laboratorio de bases teóricas para pronosticar el contenido potencial de petróleo y gas del Instituto de Geología y Geofísica del petróleo y gas. Académico de la Academia de Ciencias de Rusia;
- Kudryavtsev Nikolay Nikolaevich (Rusia) — consejero independiente, Sberbank;
- Dietrich Möller (Alemania) — Consultor, Cámara de Comercio Ruso-Alemana;
- Petrenya Yuri Kirillovich (Rusia) — jefe del Departamento de Ingeniería Energética y de Instalaciones Eléctricas de la Universidad Politécnica "Pedro el Grande" de San Petersburgo;
- Rogalev Nikolay Dmitrievich (Rusia) — rector de la Universidad Nacional de Investigación "Instituto de Ingeniería Energética de Moscú" (MPEI);
- Xianshen San (China) — director general de Cooperación en el área Energética, vicepresidente del Consejo de China para el Desarrollo del Comercio Internacional, Profesor Emérito de la Universidad de Dundee;
- Li Xiao (China) — director del Laboratorio de Superconductividad Aplicada de la Academia China de las Ciencias, director del Centro de Investigación Interdisciplinaria del Instituto de Ingeniería Eléctrica de la Academia China de las Ciencias;
- Nobuo Tanaka (Japón/EE.UU) — asesor especial de Sasakawa Peace Foundation (FMP); director general de "Tanaka Global";
- David Fayman (Israel) — profesor emérito de la Universidad Ben-Gurión del Néguev.

### Consejo de observadores
El Consejo de observadores supervisa la actividad de la Asociación "Energía Global" y está integrado por: 
- Budargin, Oleg Mijaílovich — vicepresidente del Consejo Mundial de Energía, vicepresidente de la Organización para el desarrollo y la cooperación en el campo de la interconexión global de energía (GEIDCO);
- Bogdanov, Vladímir Leonídovich — director general de "Surgutneftegas";
- Gorbachov, Mijaíl Serguéyevich — presidente de la Fundación internacional para la investigación social, económica y política (Fundación Gorbachov);
- Gutseriev, Mijaíl Safarbekovich — presidente del consejo de dirección de RussNeft;
- Dvorkóvich, Arkadi Vladímirovich — copresidente de la Fundación Skolkovo;
- Lijachov, Alekséi Yevguénievich — director general de la Corporación Estatal Rosatom;
- Miller, Alekséi Borísovich — presidente del Consejo directivo de Gazprom;
- Murov, Andréi Yevguénievich — primer vicedirector general adjunto — director ejecutivo de Rosseti;
- Novak, Aleksandr Valentínovich – vicepresidente del Gobierno de Federación Rusa;
- Sechin, Ígor Ivánovich– primer director ejecutivo, presidente del Consejo de gerencia, vicepresidente del Consejo de Administración de Rosneft ;
- Solomin, Viacheslav Alekséyevich — director ejecutivo de En+ Group;
- Peter Wideling (Reino Unido) — fundador y director de British Influence, director general de la consultora británica Influence Group;
- Abel Didier Tella (Costa de Marfil) — director general de la Asociación de Empresas de Servicios Eléctricos de África;
- Julio María Sanguinetti Coirolo (Uruguay) — expresidente de Uruguay, Doctor honoris causa de la Universidad de Brasilia, Universidad Estatal "Lomonósov" de Moscú (Rusia), Universidad Nacional de Asunción (Paraguay), Universidad de Malaya (Malasia), Universidad de Génova (Italia), Universidad de Bucarest (Rumanía), Universidad de Rosario (Colombia), Universidad de Alicante (España).

## Lista de ganadores
Desde la primera premiación en el año 2003 ya son 53 científicos de 16 países los ganadores del Premio: Australia, Gran Bretaña, Alemania, Grecia, Dinamarca, Islandia, Italia, Canadá, China, Rusia, Estados Unidos, Ucrania, Francia, Suiza, Suecia y Japón. A los ganadores se les entrega una medalla conmemorativa, un diploma y una insignia honorífica de oro.
Pueden postular una candidatura para el Premio los científicos y las organizaciones representadas por personas autorizadas que hayan sido verificadas en el sistema de nominación en línea y que hayan recibido confirmación del estatus de elegibilidad del experto nominado. Entre los nominadores se encuentran los Premios Nobel de física y química, los ganadores de los Premios Kyoto, Max Planck, Wolf, Balzan y del Premio Energía Global de años anteriores.
| País                                  | Nombre                    | Información |
| 2003                                  |                           | |
| Bandera de Estados Unidos             | Nick Holonyak             | Profesor emérito de la Universidad de Illinois en Urbana-Champaign. |
| Bandera de Estados Unidos             | Ian Douglas Smith         | Director ejecutivo y principal investigador científico de Titan Pulse Sciences Division. |
| Bandera de Rusia                      | Guennadi Mesiats          | Académico de la Academia de Ciencias de Rusia (RAN), miembro del Departamento de Ciencias Físicas de la Academia de Ciencias de Rusia (Moscú); director científico del Instituto de Electrofísica de la sucursal de los Urales de la Academia de Ciencias de Rusia, jefe del laboratorio de electrónica física del Instituto de Electrofísica de la sucursal de los Urales de la Academia de Ciencias de Rusia. |
| 2004                                  |                           | |
| Bandera de Estados Unidos             | Leonard J. Koch           | Profesor, autor de ideas y soluciones en el campo de la seguridad de los reactores nucleares. |
| Bandera de Rusia                      | Alekasndr Sheindlin       | Académico de la Academia de Ciencias de Rusia. |
| Bandera de Rusia                      | Fiódor Mitenkov           | Académico de la Academia de Ciencias de Rusia. |
| 2005                                  |                           | |
| Bandera de Rusia                      | Zhorés Alfiórov           | Premio Nobel, académico de la Academia de Ciencias de Rusia. |
| Bandera de Estados Unidos             | Klaus Riedle              | Profesor honorario de la Universidad de Erlangen-Núremberg. |
| 2006                                  |                           | |
| Bandera de Rusia                      | Yevgueni Velijov          | Académico de la Academia de Ciencias de Rusia, Investigador principal de la Facultad de Física y Energía del Instituto de Física y Tecnología de Moscú IFTM, jefe de la Cátedra de Energía del Plasma, presidente honorario del Centro Científico Ruso Instituto "Kurchatov". |
| Bandera de Francia                    | Robert Aymar              | Científico, investigador en el campo de la fusión termonuclear controlada. |
| Bandera de Japón                      | Masaji Yoshikawa          | Científico investigador de tecnologías de confinamiento de plasma a alta temperatura en tokamaks |
| 2007                                  |                           | |
| Bandera de Islandia                   | Thorsteinn Ingi Sigfusson | Presidente de Icelandic New Energy Ltd. y director de Genery-VarmarafLtd., compañía termo-eléctrica. |
| Bandera del Reino Unido               | Geoffrey Hewitt           | Miembro de la Royal Society, de la Academia Europea de Ciencias, Arte y Letras y de varias organizaciones internacionales. |
| Bandera de Rusia                      | Vladímir Nakoriakov       | Científico, investigador de la hidrodinámica y los procesos de transferencia de calor y masa en el campo de las tecnologías energéticas. |
| 2008                                  |                           | |
| Bandera de Rusia                      | Eduard Volkov             | Académico de la Academia de Ciencias de Rusia, miembro de la División de Energía, Ingeniería mecánica, Mecánica y Procesos de control de la Academia de Ciencias de Rusia. |
| Bandera de Canadá                     | Clement Bowman            | Doctor en ciencias honorario de la Universidad de Tecnología de Ontario. |
| 2008 — Segundo premio                 |                           | |
| Bandera de Rusia                      | Oleg Favorski             | Académico de la Academia de Ciencias de Rusia, jefe de la Sección de Energía, Ingeniería mecánica, Mecánica y Procesos de control de la Academia de Ciencias de Rusia. |
| 2009                                  |                           | |
| Bandera de Rusia                      | Alekséi Kontrovich        | Académico de la Academia de Ciencias de Rusia, investigador principal del Laboratorio de bases teóricas para pronosticar el contenido potencial de petróleo y gas del Instituto de Geología y Geofísica de Petróleo y Gas de la sucursal de Siberia de la Academia de Ciencias de Rusia. |
| Bandera de Rusia                      | Nikolái Laverov           | Académico de la Academia de Ciencias de Rusia. |
| Bandera del Reino Unido               | Brian Spalding            | Doctor en ciencias, investigador de procesos de transferencia de calor y masa en la mecánica de fluidos. |
| 2010                                  |                           | |
| Bandera de Rusia                      | Aleksandr Leóntiev        | Académico de la Academia de Ciencias de Rusia. |
| Bandera de Ucrania                    | Borýs Patón               | Expresidente de la Academia Nacional de Ciencias de Ucrania. |
| 2011                                  |                           | |
| Bandera de Rusia                      | Philip Rutberg            | Académico de la Academia de Ciencias de Rusia. |
| Bandera de Estados Unidos             | Arthur H. Rosenfeld       | Profesor, miembro de la Academia Nacional de Ingeniería de EE.UU. |
| 2012                                  |                           | |
| Bandera de Rusia                      | Borís Katorguin           | Académico de la Academia de Ciencias de Rusia, director del Centro de formación científica "Energía y sistemas Físicos" del Instituto de Aviación de Moscú (MAI). |
| Bandera de Rusia                      | Valeri Kostiuk            | Académico de la Academia de Ciencias de Rusia. |
| Bandera del Reino Unido               | Rodney John Allam         | Exsocio de 8 Rivers capital, miembro del Grupo Intergubernamental de Expertos sobre el Cambio Climático, ganador del Premio Nobel de la Paz 2007. |
| 2013                                  |                           | |
| Bandera de Rusia                      | Vladímir Fortov           | Académico de la Academia de Ciencias de Rusia. |
| Bandera de Japón                      | Akira Yoshino             | Miembro honorario de Asahi Kasei Corporation, presidente del Centro de Tecnología y Análisis de baterías de iones de litio, Premio Nobel de Química 2019. |
| 2014                                  |                           | |
| Bandera de Rusia                      | Ashot Sarkisov            | Asesor de la Academia de Ciencias de Rusia, miembro de la Dirección del Instituto de Seguridad Nuclear. |
| Bandera de Suecia                     | Lars Gunnar Larsson       | Miembro de la Real Academia Sueca de Ciencias de la Ingeniería. |
| 2015                                  |                           | |
| Bandera de Estados Unidos             | Shūji Nakamura            | Profesor, Universidad de California en Santa Bárbara, Premio Nobel de Física 2014. |
| Bandera de Estados Unidos             | B. Jayant Baliga          | Profesor emérito, director del Centro de Investigación de semiconductores de energía, Universidad Estatal de Carolina del Norte. |
| 2016                                  |                           | |
| Bandera de Rusia                      | Valentín Parmon           | Académico de la Academia de Ciencias de Rusia, presidente de la Sucursal Siberiana de la Academia de Ciencias de Rusia. |
| 2017                                  |                           | |
| Bandera de Suiza                      | Michael Grätzel           | Jefe del Laboratorio de fotónica e interfaces de la Escuela Politécnica Federal de Lausana. |
| 2018                                  |                           | |
| Bandera de Rusia                      | Serguéi Alekséyenko       | Académico, Academia de Ciencias de Rusia, jefe del laboratorio de transferencia de calor y masa del Instituto de Termofísica "S.S.Kutateladze" de la Sucursal Siberiana de RAN. |
| Bandera de Australia                  | Martin Green              | Profesor de la Universidad de Nueva Gales del Sur, director del Centro de Energía Solar. |
| 2019                                  |                           | |
| Bandera de Dinamarca                  | Frede Blaabjerg           | Profesor de electrónica de potencia, jefe del Centro de Electrónica de Potencia de la Universidad de Aalborg. |
| Bandera de Estados Unidos             | Khalil Amin               | Distinguido investigador, jefe del Programa de desarrollo de tecnología de baterías de litio del Laboratorio Nacional Argonne. |
| 2020                                  |                           | |
| Bandera de Grecia                     | Nikolaos Hatziargiriou    | Profesor de la Universidad Politécnica Nacional de Atenas. |
| Bandera de Estados Unidos             | Peidong Yang              | Director del Instituto de Nanociencia Energética Kavli (ENSI), profesor de la Universidad de California en Berkeley. |
| Bandera de Italia                     | Carlo Rubbia              | Profesor de Instituto de Ciencias Gran Sasso, senador vitalicio de Italia, Premio Nobel de Física 1984. |
| 2021                                  |                           | |
| Bandera de Rusia                      | Suleiman Alajverdiev      | Jefe del Laboratorio de fotobiosíntesis controladade del Instituto de Fisiología Vegetal "Timiryazev". |
| Bandera de Rusia                      | Zinfer Ismagilov          | Académico de la Academia de Ciencias de Rusia. |
| Bandera de Estados Unidos             | Yi Cui                    | Director del Instituto Precourt de Energía de la Universidad de Stanford. |
| 2022                                  |                           | |
| Bandera de Rusia                      | Víktor Orlov              | Rosatom |
| Bandera de Estados Unidos             | Mercouri Kanatzidis       | Universidad del Noroeste |
| Bandera de Estados Unidos             | Kaushik Rajashekara       | Universidad de Houston |
| 2023                                  |                           | |
| Bandera de la República Popular China | Zhong Lin Wang            | Instituto de Nanoenergía y Nanosistemas de Beijing |
| Bandera de la República Popular China | Ruzhu Wang                | Universidad Jiao Tong de Shanghái |
| 2024                                  |                           | |
| Bandera de la República Popular China | Minggao Ouyang            | Profesor de la Universidad Tsinghua |
| Bandera del Reino Unido               | Zi-Qiang Zhu              | Profesor de la Universidad de Sheffield |
| Bandera de Estados Unidos             | Héctor D. Abruña          | Profesor de la Universidad Cornell |